# Carlinhos Cachoeira
Carlos Augusto de Almeida Ramos, mais conhecido como Carlinhos Cachoeira, também denominado pela imprensa de Carlos Ramos (Anápolis, 3 de maio de 1963), é um empresário e criminoso brasileiro, preso sob acusações como envolvimento no crime organizado e corrupção.
O nome de Carlinhos Cachoeira ganhou repercussão nacional em 2004 após a divulgação de vídeo gravado por ele onde Waldomiro Diniz, assessor do então ministro da Casa Civil José Dirceu, lhe faz pedido de propina para arrecadar fundos para a campanha eleitoral do Partido dos Trabalhadores e do Partido Socialista Brasileiro no Rio de Janeiro. Em troca, Diniz prometia ajudar Carlinhos Cachoeira numa concorrência pública carioca. A divulgação do vídeo se transformou no primeiro grande escândalo de corrupção do governo Lula, que ficou conhecido como escândalo dos bingos.

## Escândalo em 2004: Caso Waldomiro Diniz
Cachoeira ganhou notoriedade da imprensa e opinião pública brasileira e repercussão internacional, sendo chamado de "Charlie Waterfall", pelo New York Times) em 2004, após a divulgação da fita gravada em 2002 por ele mesmo juntamente com outro empresário Waldomiro Diniz, divulgada pela Revista Época em 13 de fevereiro de 2004. Na gravação, Waldomiro Diniz aparece extorquindo Augusto Ramos para arrecadar fundos para a campanha eleitoral do Partido dos Trabalhadores e do Partido Socialista Brasileiro no Rio de Janeiro. Em troca, Diniz prometia ajudar Carlinhos Cachoeira numa concorrência pública.
No entanto, a ajuda de 2002 não ocorreu, e Cachoeira enviou a fita ao então senador Antero Paes de Barros. Este, por sua vez, a enviou ao Ministério Público Federal em Brasília. Após a divulgação da denúncia, Waldomiro Diniz foi exonerado no mesmo dia, provocando a primeira crise política no Governo Lula. A oposição e até aliados do governo criaram a CPI dos Bingos, que ao fim pediram o indiciamento de 79 pessoas e 4 empresas.

## Operação Monte Carlo e escândalo de 2012
Após sua prisão, surgiram denúncias pela imprensa, através de divulgações da Polícia Federal, em que Cachoeira tinha relação com o senador Demóstenes Torres, o governador Marconi Perillo (ambos de Goiás), cinco deputados federais (Sandes Júnior - PP, Carlos Alberto Leréia - PSDB, Stepan Nercessian - PPS, Leonardo Vilela - PSDB e Protógenes Queiroz - PCdoB) e a chefe de gabinete do governador Perillo, Eliane Pinheiro, que pediu demissão em razão das denúncias. O deputado Carlos Alberto Leréia (PSDB), que afirmou em discurso no plenário da Câmara ser amigo pessoal de Carlinhos Cachoeira, foi flagrado nas escutas feitas pela PF durante a Operação Monte Carlo recebendo o código de segurança do cartão de crédito de Cachoeira, para que o deputado pudesse fazer uma compra na Internet.
Em 9 de abril, é a vez de Cláudio Monteiro, chefe de gabinete do governador do Distrito Federal, Agnelo Queiroz pedir demissão após conversas suas aparecerem em gravações da PF. Reportagens mostram ainda que a Polícia Federal relata a Construtora Delta, a maior empreiteira de obras do PAC do governo Federal e que teve José Dirceu como consultor, como provável envolvida com o esquema.
Em 13 de abril, o blog do Paulinho, do jornalista Paulo Cezar Andrade Prado, afirmou que o comentarista e apresentador Jorge Kajuru, do TV Esporte Interativo, pediu dinheiro ao bicheiro em 2011. No mesmo dia, em defesa, Kajuru negou afirmando “se eu tivesse alguma relação com o Cachoeira, não teria dito semana passada publicamente em meu programa que já fui patrocinado por uma empresa dele (...). Fiz comercial de uma empresa da qual ele é proprietário, sem saber no que ele estava envolvido. Até porque se eu soubesse, não arriscaria meus 35 anos de carreira por um patrocínio de 5 mil” e acrescentou que se a Justiça prender todos que receberam patrocínio dele, “terão que prender a Globo, o SBT em Goiás e a própria IstoÉ”, disse. Afirmou que o blogueiro o persegue há anos e diz que rompeu com ele, após publicar notícias ofensivas contra o ex-jogador, atual apresentador da Bandeirantes e amigo pessoal, Neto, no nome do blog no qual Prado era responsável pela publicação e que vai processar o blogueiro.
Andressa Mendonça, companheira de Carlinhos Cachoeira, também foi citada na Operação Monte Carlo como sendo suposta laranja de Cachoeira na aquisição de uma fazenda de R$ 20 milhões entre Luziânia e Santa Maria (a cem quilômetros de Brasília). Diálogos interceptados na operação mostram que Cachoeira planejava fracionar e revender pequenos lotes da propriedade, rendendo até R$ 58 milhões ao bicheiro.
Andressa Mendonça foi detida pela Polícia Federal por ter tentado intimidar o juiz federal Alderico da Rocha Santos, em seu gabinete, alegando estar de posse de um dossiê contra ele, o qual teria sido elaborado pelo jornalista Policarpo Júnior, chefe da revista Veja em Brasília, e que tal dossiê seria veiculado pela Veja, caso Cachoeira não fosse libertado. Andressa foi liberada da PF após garantir fiança de R$ 100 mil. Andressa está sendo monitorada pela PF e está proibida de ter contato com Cachoeira ou pessoas vinculadas ao processo da Operação Monte Carlo. A PF apreendeu, na casa dela, computadores, tablets, celulares e documentos.
| “ | Ela me perguntou se eu já tinha ouvido falar do Policarpo [Júnior]. Disse que ele tinha um dossiê contra mim, mas que tinha ligado pra ele, pedindo pra não divulgar enquanto ela não falasse comigo. | ” |

### CPMI
A gravidade e repercussão do caso levaram o Congresso Nacional a criar uma Comissão Parlamentar Mista de Inquérito, denominada CPMI do Cachoeira. Quando convocado da prisão a depor na Comissão em 22 de maio, por orientação de seus advogados, permaneceu calado.

## Prisões

### 2012
Em 29 de fevereiro de 2012, Carlinhos Cachoeira foi preso pela Polícia Federal durante a Operação Monte Carlo, operação que  desarticulou a organização que explorava máquinas de caça-níquel no Estado de Goiás por 17 anos. Escutas da operação acabaram atingindo diretamente o senador da república Demóstenes Torres (DEM-GO), em conversas sobre dinheiro supostamente fruto de propina. Indiretamente, as investigações da PF atingiram também as administrações dos governos de Agnelo Queiroz (PT-DF) e Marconi Perillo (PSDB-GO). Revelaram também as relações de Cachoeira com o jornalista Policarpo Júnior, da revista Veja.
Em 1º de março, um dia depois da prisão, foi transferido para presídio federal de segurança máxima em Mossoró, no Rio Grande do Norte, mas só foi noticiado somente no dia seguinte. Gerou polêmica a contratação do advogado Márcio Thomaz Bastos, que foi ex-ministro da Justiça no governo Lula, que entrou com pedido de Habeas Corpus para a soltura de seu cliente pelo Tribunal Regional Federal da 1ª Região, mas foi negado. Em 9 de abril, Bastos entrou com segundo pedido de habeas corpus, mas foi negado novamente. Em abril, foi transferido no Presídio da Papuda.

### 2013
Em 28 de abril de 2013, foi preso por dirigir embriagado, teve apreendida a sua carteira de habilitação e só foi liberado após pagar fiança de R$ 22 mil. Cachoeira disse à polícia que tinha saído de um show do cantor Gusttavo Lima antes de parar no bloqueio.

### 2016
Em 30 de junho de 2016, Carlinhos Cachoeira voltou a ser preso pela PF na Operação Saqueador. O contraventor é um dos alvos da operação, que prendeu pessoas envolvidas em uma esquema de lavagem de R$ 370 milhões em verbas públicas. A ação foi realizada pelo Ministério Público Federal em parceria com a Polícia Federal. Também há mandados de prisão contra Adir Assad e Fernando Cavendish, que é dono da empresa Delta Construções. O ex-diretor da Delta Cláudio Abreu foi preso em um condomínio de luxo de Goiânia.
Em 28 de julho de 2016, Cachoeira foi preso novamente após o Tribunal Regional Federal da 2º Região julgar o habeas-corpus, no dia anterior, 27 de julho. Por unanimidade o tribunal decidiu que Cachoeira, Fernando Cavendish e outros três acusados na Operação Saqueador fossem presos. Durante a sessão, o presidente do tribunal, o desembargador Paulo Espírito Santo disse que "o país não suporta mais a corrupção, a impunidade, se não botar na cadeia os mais ricos".